# Liste des bourgmestres de Cologne
Ceci est la liste des dirigeants de la ville de Cologne pendant l'occupation française, des bourgmestres (Oberbürgermeister) depuis 1845, et des Oberstadtdirektoren de 1946 à 1999.

## Pendant la domination française
| Nom                                                                                     | Début du mandat | Fin du mandat | Titre                          |
| --------------------------------------------------------------------------------------- | --------------- | ------------- | ------------------------------ |
| Johann Jakob von Wittgenstein                                                           | 1796            | 1797          | président du conseil municipal |
| Johann Jakob von Wittgenstein, Heinrich Josef von Groote (de)                           | 1797            | 1797          | maires                         |
| Franz Jakob von Hilgers (de), Johann Arnold Theodor von Stadtlohn, Goswin von Heinsberg | 1797            | 1797          | maires                         |
| Maximilian von Kempis (de)                                                              | 1797            | 1797          | président de la municipalité   |
| Peter Josef Zurhoven                                                                    | 1797            | 1798          | président de la municipalité   |
| Peter Josef Fuchs                                                                       | 1798            | 1798          | président de la municipalité   |
| Gerhard Engelbert Simons                                                                | 1798            | 1800          | président de la municipalité   |
| Heinrich Herstatt                                                                       | 1800            | 1801          | maire provisoire               |
| Josef Peter Kramer                                                                      | 1801            | 1803          | maire                          |
| Friedrich Heinrich Herstatt, Johann Bernhard Boisserée                                  | 1803            | 1803          |                                |
| Johann Jakob von Wittgenstein                                                           | 1803            | 1814          | maire                          |

## Oberbürgermeisterdepuis 1815
| Image                          | Nom  | Début du mandat | Fin du mandat                          | Parti |
| ------------------------------ | ---- | --------------- | -------------------------------------- | ----- |
| Josef von Mylius (de)          | 1815 | 1819            |                                        |       |
| Franz Rudolf von Monschaw (de) | 1819 | 1823            |                                        |       |
| Johann Adolph Steinberger (de) | 1823 | 1848            |                                        |       |
| Friedrich Wilhelm Graeff (de)  | 1848 | 1851            |                                        |       |
| Hermann Joseph Stupp           | 1851 | 1863            |                                        |       |
| Alexander Bachem               | 1863 | 1875            |                                        |       |
| Hermann Heinrich Becker        | 1875 | 1885            | Parti progressiste allemand            |       |
| Friedrich Wilhelm von Becker   | 1886 | 1907            |                                        |       |
| Max Wallraf                    | 1907 | 1917            | Parti national du peuple allemand      |       |
| Konrad Adenauer                | 1917 | 1933            | Zentrum                                |       |
| Günter Riesen                  | 1933 | 1936            |                                        |       |
| Karl Georg Schmidt             | 1936 | 1940            |                                        |       |
| Peter Winkelnkemper            | 1940 | 1944            |                                        |       |
| Robert Brandes                 | 1944 | 1945            |                                        |       |
| Konrad Adenauer                | 1945 | 1945            | Union chrétienne-démocrate d'Allemagne |       |
| Willi Suth                     | 1945 | 1945            | Union chrétienne-démocrate d'Allemagne |       |
| Hermann Pünder                 | 1945 | 1948            | Union chrétienne-démocrate d'Allemagne |       |
| Ernst Schwering                | 1948 | 1948            | Union chrétienne-démocrate d'Allemagne |       |
| Robert Görlinger               | 1948 | 1949            | Parti social-démocrate d'Allemagne     |       |
| Ernst Schwering                | 1949 | 1950            | Union chrétienne-démocrate d'Allemagne |       |
| Robert Görlinger               | 1950 | 1951            | Parti social-démocrate d'Allemagne     |       |
| Ernst Schwering                | 1951 | 1956            | Union chrétienne-démocrate d'Allemagne |       |
| Theo Burauen                   | 1956 | 1973            | Parti social-démocrate d'Allemagne     |       |
| John van Nes Ziegler           | 1973 | 1980            | Parti social-démocrate d'Allemagne     |       |
| Norbert Burger                 | 1980 | 1999            | Parti social-démocrate d'Allemagne     |       |
| Harry Blum                     | 1999 | 2000            | Union chrétienne-démocrate d'Allemagne |       |
| Fritz Schramma                 | 2000 | 2009            | Union chrétienne-démocrate d'Allemagne |       |
| Jürgen Roters                  | 2009 | 2015            | Parti social-démocrate d'Allemagne     |       |
| Henriette Reker                | 2015 | en cours        | Sans étiquette                         |       |

Depuis 1842, les maires de Cologne sont membres d'office du directoire du Zentral-Dombau-Verein zu Köln.

## Oberstadtdirektorende 1946 à 1999
| Nom               | Début du mandat | Fin du mandat |
| ----------------- | --------------- | ------------- |
| Willi Suth        | 1946            | 1953          |
| Max Adenauer      | 1953            | 1965          |
| Heinz Mohnen      | 1965            | 1977          |
| Kurt Rossa        | 1977            | 1989          |
| Lothar Ruschmeier | 1989            | 1998          |
| Klaus Heugel      | 1998            | 1999          |